# Kowale (województwo opolskie)
Kowale – wieś w Polsce położona w województwie opolskim, w powiecie oleskim, w gminie Praszka.
W latach 1954–1959 wieś należała i była siedzibą władz gromady Kowale, po przeniesieniu siedziby pozostała w tej gromadzie. W latach 1975–1998 miejscowość administracyjnie należała do województwa częstochowskiego. 
Miejscowość położona jest przy drodze krajowej nr 45 na odcinku Kluczbork  – Wieluń.
| SIMC    | Nazwa           | Rodzaj    |
| ------- | --------------- | --------- |
| 0998524 | Kiczmachów      | kolonia   |
| 0998576 | Kolonia Trzecia | część wsi |
| 0998582 | Kowale-Parcela  | część wsi |
| 0998599 | Trakt Ożarowski | część wsi |
| 0998607 | Trakt Wieluński | część wsi |

## Historia
Miejscowość historycznie należy do ziemi wieluńskiej i związana była z Wielkopolską. Ma metrykę średniowieczną i istnieje co najmniej od XIV wieku. Wymieniona w dokumencie z 1381 pod nazwami „Covalie, Kowale" jako miejscowość granicząca z wsiami Gana i Wierzbie. Była wsią szlachecką, gniazdem rodowym Kowalskich herbu Wierusz .
Została odnotowana w historycznych dokumentach prawnych, własnościowych i podatkowych. W latach 1391-921 odnotowany został Piotr z Kowal, a w latach 1407-15 Wierusz Kowalski. W 1459 dokumenty wymieniają Wierusza z Kowal, chorążego wielkopolskiego, który w 1466 nabył od Jana z Praszki część wsi Gana za 50 grzywien, a w 1473 od tegoż Jana nabył 1/3 część Praszki, Kowala oraz Strojca. Według Liber beneficiorum archidiecezji gnieźnieńskiej spisanego przez Jana Łaskiego wieś w 1511 leżała w powiecie wieluńskim. Liczyła wówczas 3. łany, a w 1518 – 2. ł. W 1552 we wsi gospodarowało 12 kmieci, a także odnotowano młyn zbożowy. W 1553 do dwóch Kowalskich należał jeden łan. W 1520 pleban miał w miejscowości 2 łany. We wsi odnotowano również zagrodników. W I połowie XV wieku wzniesiono kościół, którym opiekowały się nim bernardynki z Wielunia .

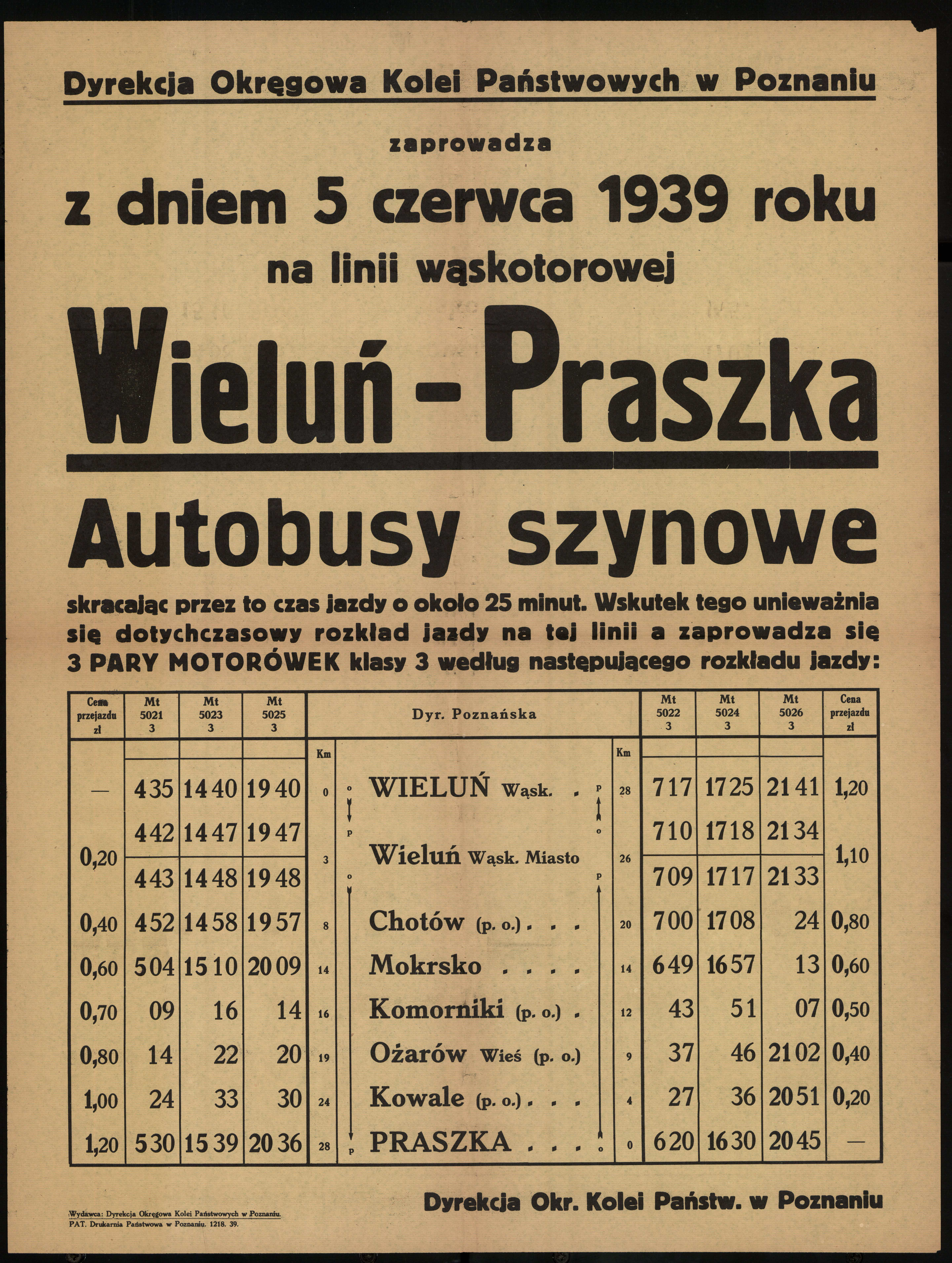
Afisz z 1939. Przystanek w Kowalach na trasie kolejowej między Wieluniem a Praszką.

Po rozbiorach Polski miejscowość znalazła się w zaborze rosyjskim. Jako wieś i folwark leżące 18,5. wiorst od Wielunia w powiecie wieluńskim, gminie i parafii Praszka wymienia ją XIX wieczny Słownik geograficzny Królestwa Polskiego. W 1827 wieś liczyła 65. domy i 451. mieszkańców. W 1886 miała 93. domy. Folwark liczył 8. domostw i 107. mieszkańców. Do parafii kowalskiej należały niegdyś wsie Kowale, Długie i Gana. W XIX wieku dobra kowalskie oddzielono od dóbr rządowych Mokrsko i w 1836 nadane zostały na prawach majoratu rosyjskiemu generałlejtnantowi Berdiajewowi. Wraz z Wierzbiem miały one 2696 morg rozległości, w tym 1086. morg lasu. W latach 1858–1866 składały się one z folwarków Kowale, Kierzmachówka vel Kiermachówka, Zawisna oraz nomenklatur Plewo, Długie i Sołtysiaki

## Zabytki
Do wojewódzkiego rejestru zabytków wpisane są:
- kościół parafialny pw. śś. Feliksa i Adaukta, z poł. XIX wieku
- dzwonnica.

## Znane osoby związane z miejscowością
- Wojciech Tabaka, pierwszy powojenny starosta jeleniogórski, urodził się we wsi.